# سان مییان

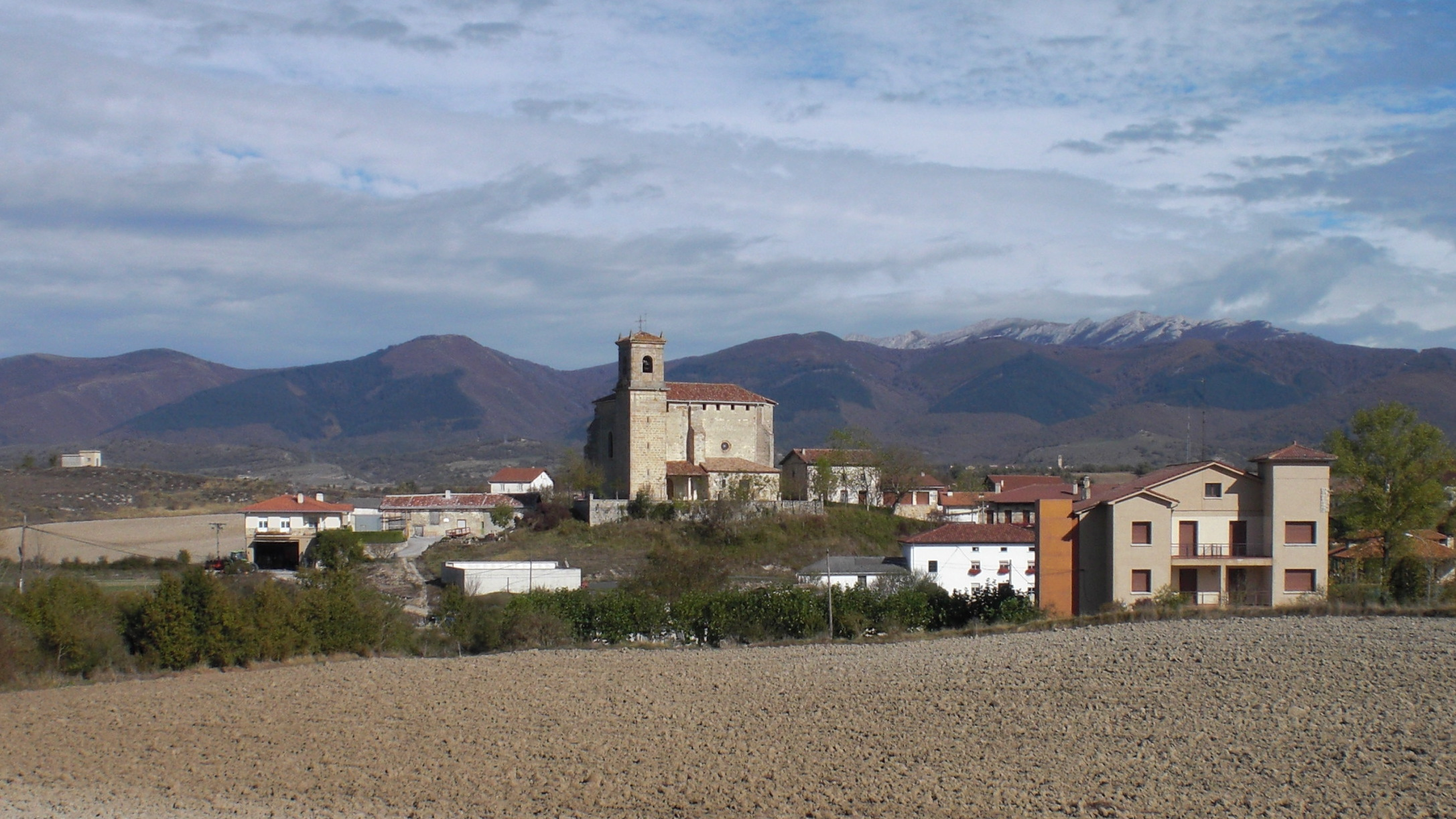
نمایی از دهستان سان مییان/ دُنِمیلیاگا در استان آلابای اسپانیا - ۲۰۰۸

سان مییان/ دُنِمیلیاگا دهستانی در استان آلابای اسپانیا است.
در این دهستان ۷۱۶ نفر زندگی می‌کنند. مساحت این دهستان ۸۵٫۳۴ کیلومتر مربع است.